# Аксинітизація
Аксинітизація (рос. аксинитизация, англ. axinitization, нім. Axinitisation f) — процес заміщення різних силікатів аксинітом (як у прикордонних зонах деяких гранітів). Відбувається метасоматичним шляхом при утворенні скарнів.
Каледонські аксиніти характеризуються високим співвідношенням Fe + Mg / Mn.